# Sant Jordi de Puigseslloses
Sant Jordi de Puigseslloses és una ermita del municipi de Folgueroles (Osona) inclosa en l'Inventari del Patrimoni Arquitectònic de Catalunya.

## Descripció
Capella situada a dalt d'un turó de margues blavoses, a prop de la masia de Puigseslloses. Presenta la planta de forma rectangular, coberta a dues vessants i un petit absis semicircular i un xic allargat. La façana, orientada a migdia, presenta un òcul i un portal amb arc de mig punt. A la part de tramuntana i adossat a la nau hi ha el campanar de planta quadrada, flanquejant també l'absis.
És de remarcar també el dolmen situat i gairebé adossat a la part dreta de la façana, del qual resten encara tres lloses dretes i una de mig ajaguda.

## Història
L'ermita fou erigida l'any 1477 i reformada i ampliada l'any 1883. Les formes arquitectòniques són de tipus rural i el seu valor històric rau en el fet que mossèn Cinto Verdaguer hi va cantar missa (és a dir, hi celebrà la seva primera missa) el dia 2 d'octubre de l'any 1870. El 1836 ho havia fet Sant Francesc Coll, dominic fundador de la Congregació de Dominiques de l'Anunciata.